# Demokratiska innovationer
Demokratiska innovationer är ett samlingsbegrepp för en grupp politiska institutioner som syftar till ge medborgare möjlighet att direkt delta i det formella politiska beslutsfattandet. Det finns flera olika typer av demokratiska innovationer där e-petitioner, medborgarbudgetar, medborgardialoger, deliberativa opinionsundersökningar, medborgarsamlingar och crowdsourcing är några exempel. Demokratiska innovationer finns idag över hela världen på både överstatlig, statlig, regional och lokal nivå. Det övergripande syftet med demokratiska innovationer är att skapa kanaler för politiskt deltagande och därmed stärka länken mellan medborgare, tjänstemän och politiker.
Implementeringen och utvecklingen av demokratiska innovationer anses inom forskningen vara ett uttryck för att möta de problem och utmaningar som det representativa demokratiska systemet uppfattas stå inför i slutet av 2010-talet. Demokratiska innovationer är framförallt utformade för att komplettera det representativa demokratiska systemet och öppna nya möjligheter för medborgare att delta i det formella politiska beslutsfattandet.

## Demokratiska innovationer och demokratiteori
Demokratiska innovationer utgår i hög grad från tre demokratiteorier: deliberativ demokrati, direktdemokrati och deltagardemokrati. Det finns flera demokratiska värden som ofta återkommer i utformningen av demokratiska innovationer: kommunikation, maktdelning, demokratisk inkludering, rationalitet och medskapande.

## Olika typer av demokratiska innovationer
Det finns flera olika varianter av demokratiska innovationer. Dessa varianter kan i sin tur sedan kategoriseras under olika paraplybegrepp.

### Mini-publics

#### Deliberativ opinionsundersökning
Deliberativa opinionsundersökningar (engelska: deliberative polls) är en specifik typ av omfattande opinionsundersökning med fokus på information och deliberation. Konceptet utvecklades på 1990-talet av James Fishkin och dennes kollegor vid Stanforduniversitetet i USA och har sedan dess genomförts på flera platser runt om i världen. Den bärande idén med deliberativa opinionsundersökningar är att bjuda in en randomiserad grupp medborgare att samtala om ett på förhand givet ämne. När gruppen samlas genomförs en enkät där deltagarna får svara på kunskapsfrågor och även svara på opinionsfrågor. Sedan tillhandahåller organisatören av den deliberativa opinionsundersökningen information för de olika perspektiv som finns i frågan och de vetenskapliga rön som finns i ämnet. Sedan får medborgarna, under kontrollerade former, diskutera frågor, dels utifrån sina egna perspektiv och dels utifrån det de har lärt sig om ämnet. Opinionsundersökningen avslutas med att deltagarna får fylla i samma enkät som de fyllde i när de kom.
Resultaten från de deliberativa opinionsundersökningarna är relativt positiva och flera studier visar att deltagarna både lär sig mer om det ämne de diskuterat och att de också kan ändra åsikt efter att ha diskuterat frågan med andra.

#### Medborgarsamlingar
Det finns idag inget vedertaget svenskt begrepp för denna typ av institution som på engelska kallas ‘Citizen assemblies’, men ett förslag på begrepp skulle kunna vara just ’medborgarsamling’. Grundprincipen för denna typ av demokratisk innovation är att fysiskt samla en randomiserad grupp medborgare att diskutera och lägga fram förslag kring ett på förhand givet ämne. Citizen assemblies har sedan mitten av 2000-talet genomförts i en rad olika länder och regioner. Några av de mest uppmärksammade citizen assemblies är de som genomförts i Kanada, Estland och Irland. 
I Kanada genomfördes under åren 2004 till 2007 två citizens assemblies i provinserna British Columbia och Ontario där syftet var att medborgarna skulle vara med och omformulera valsystemet.
I Estland genomfördes 2013 en citizen assembly med fokus på hur de politiska partierna skulle vara organiserade och finansierade.
I Irland har ett flertal citizen assemblies hållits, bland annat med fokus på abortfrågan.

### Medborgardialoger
- Samråd
- Medborgarjurys

### Onlineinnovationer
- E-petitioner
- Crowdsourcing

## Demokratiska innovationer i Sverige
Demokratiska innovationer finns idag, i någon mening, i de flesta svenska kommuner. Organisationen Sveriges kommuner och landsting har under många år arbetat med att införa medborgardialoger och verktyg för delaktighet i det svenska politiska systemet. Den mest uppmärksammade demokratiska innovationen i Sverige är e-petitionssystemet i Malmö, Malmöinitiativet som funnits sedan 2008 och som blivit utvärderat vid ett flertal tillfällen.
Demokratiska innovationer diskuteras också som en viktig pusselbit för att vitalisera demokratin i 2016 års demokratiutredning "Låt fler forma framtiden!". Den statliga utredningen utgångspunkt är följande:
| ”                                      | "Samtidigt är det fyra år mellan valen, vilket gör att andra former för påverkan av den politiska processen blir viktiga. Den nya digitala tillvaron har fört fakta, beslutsprocesser och debatt närmare människor. Det ställer ökade krav på kanaler för påverkan. De politiska partierna har förändrats, försvagats och har inte lika bred förankring som tidigare. Det motiverar att vägar för politiskt inflytande vid sidan av partierna och de allmänna valen öppnas. Det globaliserade informationssamhället har skapat nya samverkans- och organisationsformer som också bör få genomslag i det offentliga beslutsfattandet." | „ |
| – "Låt fler forma framtiden!"(sida 19) | |   |